# Marching
Das Dorf Marching  ist ein Ortsteil der Stadt Neustadt an der Donau im Landkreis Kelheim in Niederbayern. Marching gehört zur Hallertau. Bis 1972 bildete es eine selbstständige Gemeinde.

## Lage
Das Kirchdorf liegt im Wesentlichen auf einer hohen, schon zum Jura gehörenden Uferkante des Donautales. Unterhalb des Dorfes befinden sich die Altwasser der Donau, an deren Rändern die B299 am Ort vorbeiführt. Die Stadt Neustadt liegt, erreichbar durch die neue Donaubrücke am südlichen Donauufer fast gegenüber. Östlich des Dorfes mündet der Dettenbach in einen recht langen, Alte Donau genannten linken Altarm der Donau. Regensburg ist in östlicher Richtung ungefähr 45 km, Ingolstadt in westlicher 30 km entfernt. München liegt zirka 95 km südlich des Ortes.

## Geschichte

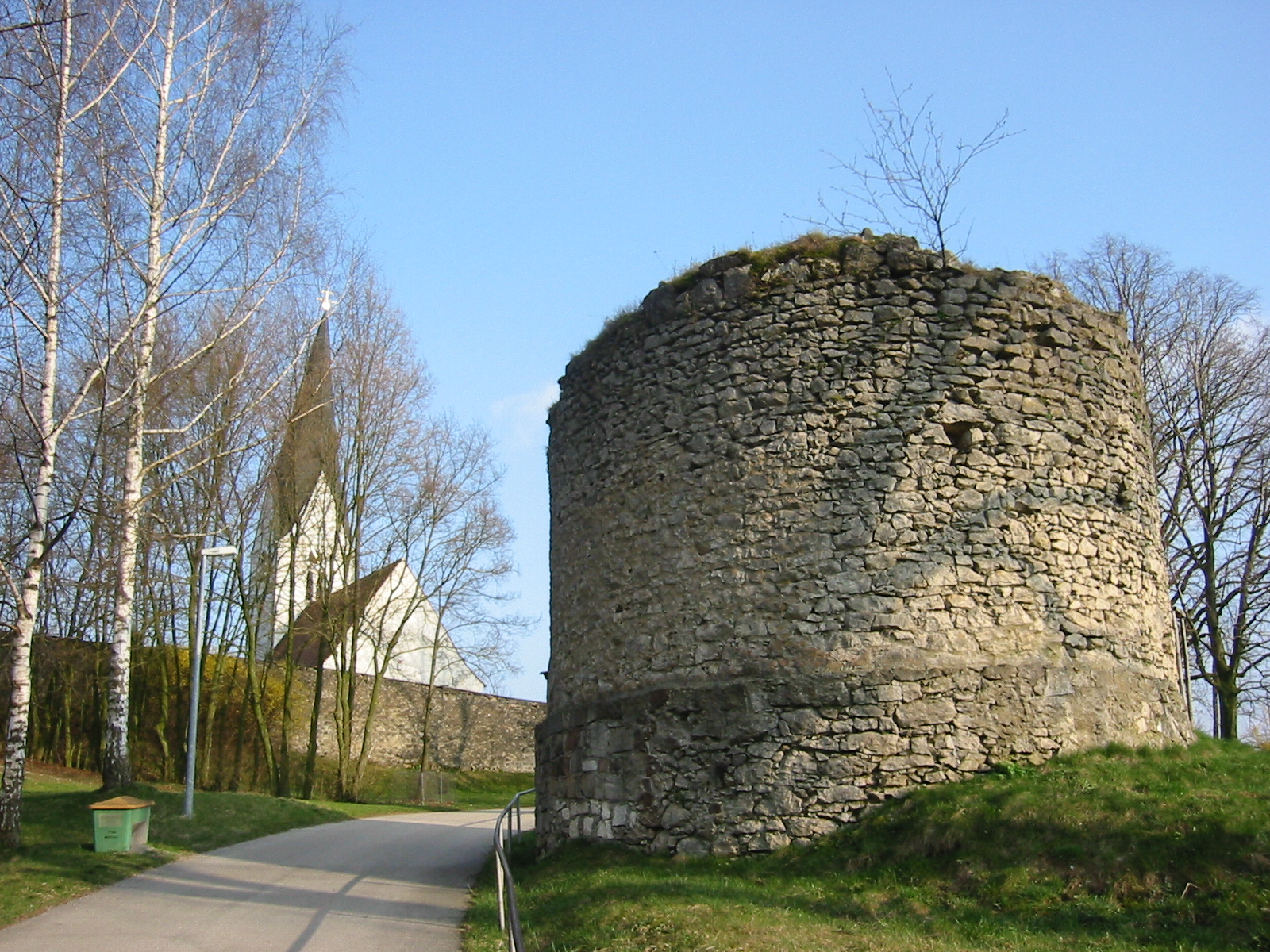
Kirche mit Feiglturm

Faustkeilfunde des Paläolithikums, der Altsteinzeit, beweisen die Anwesenheit des Neandertalers vor etwa 80.000 Jahren. Siedlungen des Neolithikums, der Jungsteinzeit, der Bronzezeit sowie der Urnenfelderkultur sind ebenfalls durch Funde belegt.
Eine Römerstraße, welche die Kastelle Pförring und Eining verband, wird noch heute als Flurweg genutzt.
Marching soll das im Nibelungenlied erwähnte „Möringen“ gewesen sein, dort wo die Nibelungen auf ihrem Zug ins Hunnenland über die Donau setzten. Andere halten die Ortschaft Großmehring bei Ingolstadt für das im Nibelungenlied genannte „Möringen“.
Marching selbst gilt als echter „-ing-Ort“ aus der Zeit der bajuwarischen Landnahme und wird als „Siedlung des Maricho, des Grenzhüters“ gedeutet.
Die erste schriftliche Erwähnung datiert aus dem Jahre 1031. Aus ihr geht hervor, dass die „Pfarrei Pförringe“ Einnahmen aus Marching bezog.
Aus dem 13. Jahrhundert sind zwei Adelsgeschlechter bekannt, die „Grill“ und die „Wimmer“, welche auf der „Veste Märching“ saßen. Die „Wimmers“ waren auch zeitweise Herren von Niederulrain.
Die Burg, welche zum Herrschaftsbereich der Herren von Abensberg gehörte, lag an einer strategisch wichtigen Stelle, oberhalb der Donau und der alten „Salzstraße“, welche mit der heutigen B299 identisch ist. Sie wurde im Städtekrieg 1387–1389 zerstört und an deren Stelle die heutige Kirche errichtet. Teile der Kirchenmauer, ein Graben und ein Turmstumpf, im Volksmund als Feiglturm bezeichnet, sind von der Burg erhalten geblieben. Der Rundturm mit einem vorspringenden Sockel ist aus sorgfältig brehauenen Bruchsteinen errichtet. Seine Höhe erreicht vier Meter und die Mauerstärke beträgt eineinhalb Meter. Er stand mit der Kirchenbefstigung in Verbindung. Die Anlage macht einen spätmittelalterlichen Eindruck.
Nach ihrer Zerstörung verblieb der Ort als eigenständige Hofmark im Herrschaftsbereich der Herrn von Abensberg. Vermutlich nach deren Aussterben gelangte die Hofmark Marching in den Besitz der Herrschaft von Rottenegg.
Im Jahre 1809 wurde Marching dem Steuerdistrikt Irnsing zugeordnet. Nach dessen Auflösung im Jahre 1815 erlangte der Ort erstmals politische Selbständigkeit, welche er im Rahmen einer Gebietsreform durch Eingliederung in die Stadt Neustadt an der Donau am 1. Januar 1972 wieder verlor.

## Kirche
Die Kirche „Unsere Liebe Frau“ stammt im Kern aus dem Mittelalter. Der Turm wurde in der Renaissancezeit um 1600 errichtet.

## Wirtschaft und Infrastruktur
Das Dorf zählt 264 Einwohner und ist noch weitgehend land- und forstwirtschaftlich geprägt, wobei Hopfenanbau eine besondere Rolle spielt. In den vergangenen Jahren wurden Wohngebiete ausgewiesen. Am Ort ist ein Steinbruchbetrieb ansässig, in dem der begehrte „Drosselfels-Korallenkalkstein“ abgebaut wird.